# 瀬野川公園
瀬野川公園（せのがわこうえん）は、広島県広島市安芸区上瀬野町にある総合公園。

## 公園内の施設

### 上段エリア
- 野球場（軟式1面、有料）[2]
- パークゴルフ（18ホール、有料）
- ソフトボール（2面、有料）
- 多目的広場（1面、無料）
- ファミリー広場（無料）
- チビッコランド（無料）
- ディキャンプ場（炉12基、無料）
- 屋内運動場（1棟、有料）
- ローラースケート場（1面、無料）
- 四季の森
- 管理センター
- 駐車場（無料）

### 下段エリア
- テニスコート（12面、有料）
- アーチェリー場（1面、有料）
- ホースシューズ場（2面、有料）
- クロッケー場（2面、有料）

## アクセス

### 車
- 山陽自動車道志和インターチェンジから約15分[3]
- 国道2号「安芸区スポーツ公園入口」交差点を右左折、または「一貫田」交差点を右左折

### バス
- 広島バスセンターまたはJR西日本山陽本線瀬野駅から西条方面行、「桜河内」バス停下車、徒歩20分